# Savoy Court
Savoy Court – ulica w centralnym Londynie na terenie gminy City of Westminster. Jest to krótka ulica bez przejazdu, na której wprowadzono ruch prawostronny, w odróżnieniu od przepisów obowiązujących w Wielkiej Brytanii. Ulica znajduje się na terenie prywatnym, prowadzi od Strand do m.in. północnego wejścia Hotelu Savoy i do teatru Savoy. W pobliżu leży Waterloo Bridge, a najbliższą stacją metra jest Charing Cross.
Savoy Court jest terenem prywatnym i nie muszą na nim obowiązywać przepisy dotyczące dróg i ulic publicznych. Tradycyjnie, od ponad stu lat londyńskie taksówki (London cabs) podjeżdżają pod Hotel Savoy po prawej stronie. Spowodowane jest to tym, aby szofer siedzący po prawej stronie mógł otwierać drzwi siedzącemu z tyłu pasażerowi bez obchodzenia dookoła pojazdu, a pasażer mógł udać się wprost do hotelu. Również powodem jest to, że po prawej stronie Savoy Court, wjeżdżając od Strand, znajduje się teatr, więc widzowie mogą przechodzić wprost z taksówki do wejścia teatralnego.
Na ulicy znajdują się odpowiednie znaki poziome informujące o odmiennej organizacji ruchu w stosunku do ruchu lewostronnego.

## Galeria

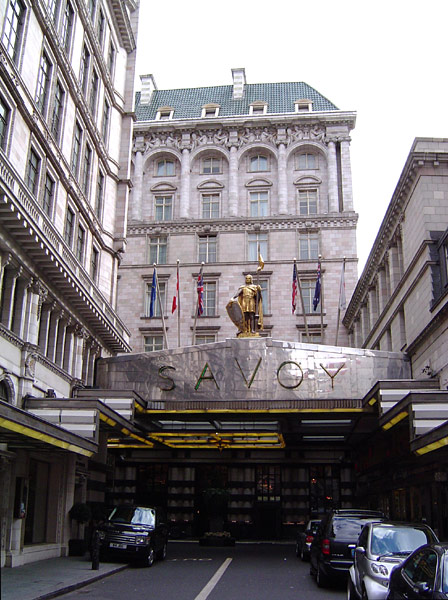
Na jezdni widoczne oznaczenie OUT (pl. wyjazd) przed hotelem oraz wysepka na krańcowym rondzie przy wejściu do hotelu i teatru
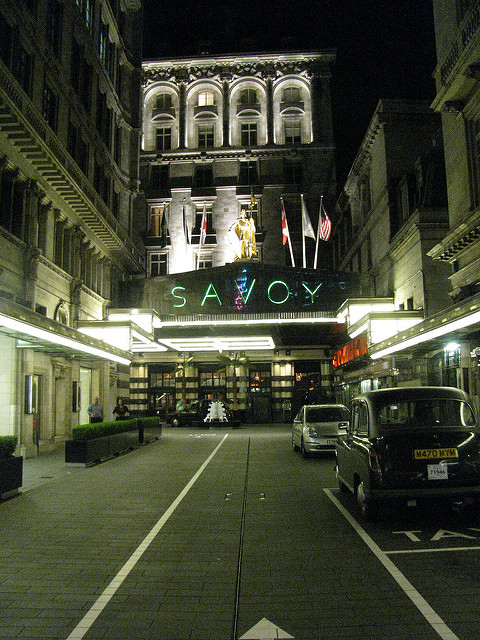
Czytelny napis TAXI dla ruchu prawostronnego i grot strzałki wskazującej obowiązujący kierunek ruchu
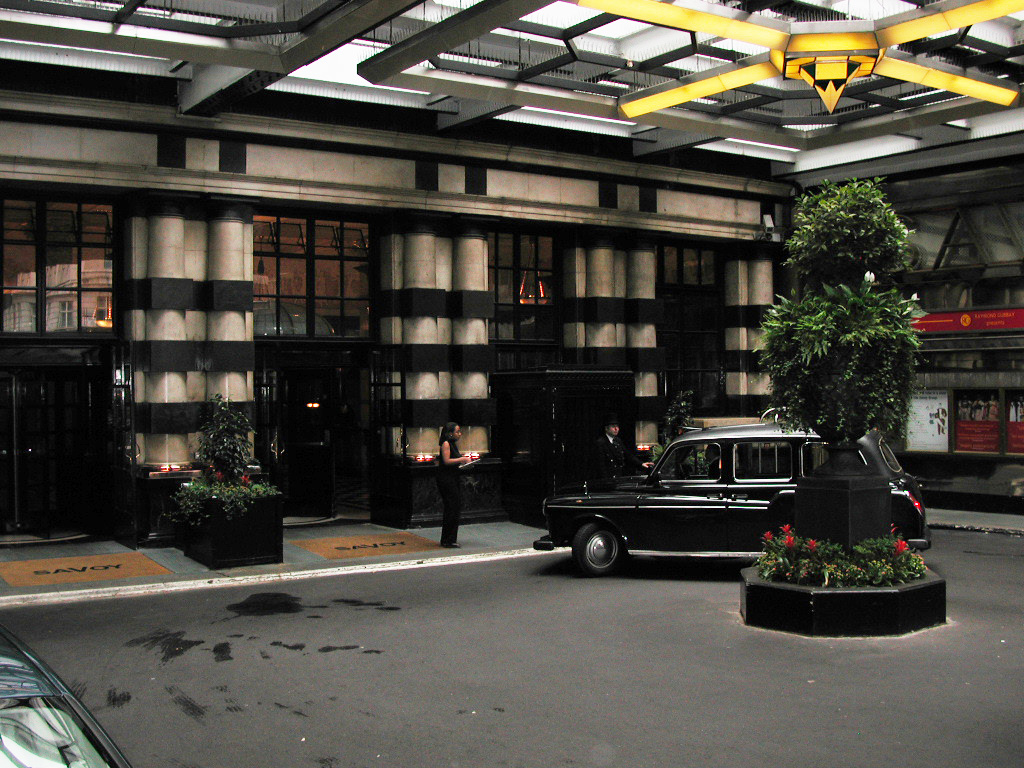
Taksówka na przyhotelowym rondzie skierowana w kierunku ruchu - przeciwnie do kierunku poruszania się wskazówek zegara
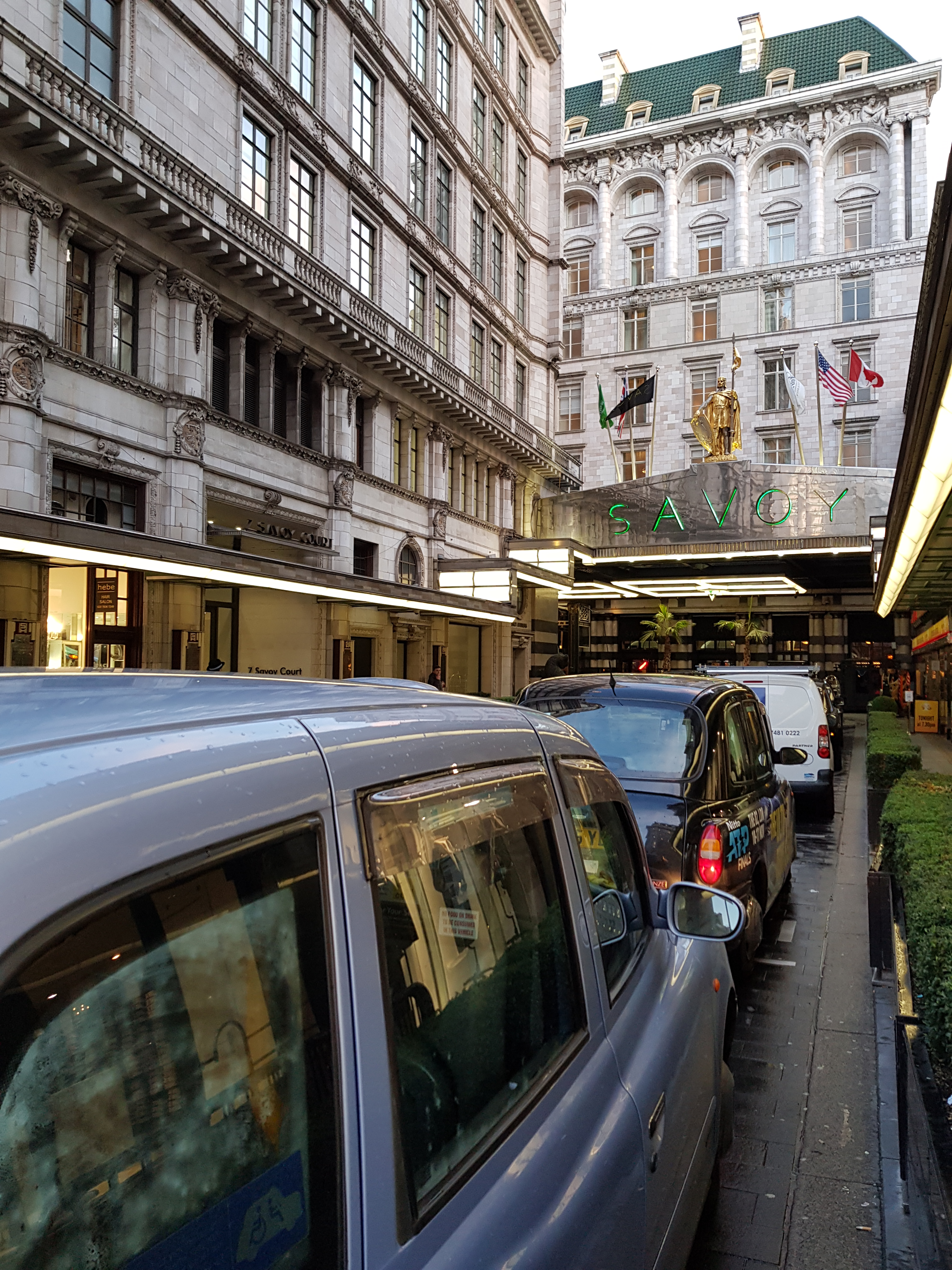
Taksówki przed hotelem zaparkowane przy prawej krawędzi ulicy Savoy Court